# Cascavel (kommun i Brasilien, Paraná, lat -25,05, long -53,39)
Cascavel är en kommun i Brasilien.   Den ligger i delstaten Paraná, i den södra delen av landet, 1 200 km sydväst om huvudstaden Brasília. Antalet invånare är 286 172.
Omgivningarna runt Cascavel är en mosaik av jordbruksmark och naturlig växtlighet. Runt Cascavel är det tätbefolkat, med 266 invånare per kvadratkilometer.  == Administrativ indelning ==
Kommunen var år 2010 indelad i åtta distrikt:
- Cascavel
- Diamante
- Espigão Azul
- Juvinópolis
- Rio do Salto
- São João d'Oeste
- São Salvador
- Sede Alvorada